# Hisham (kalief)

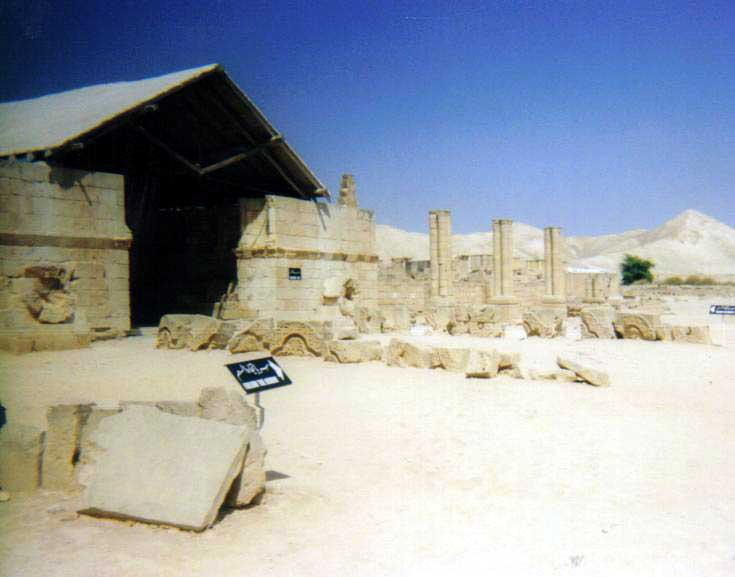
Paleis van Hisham nabij Jericho.

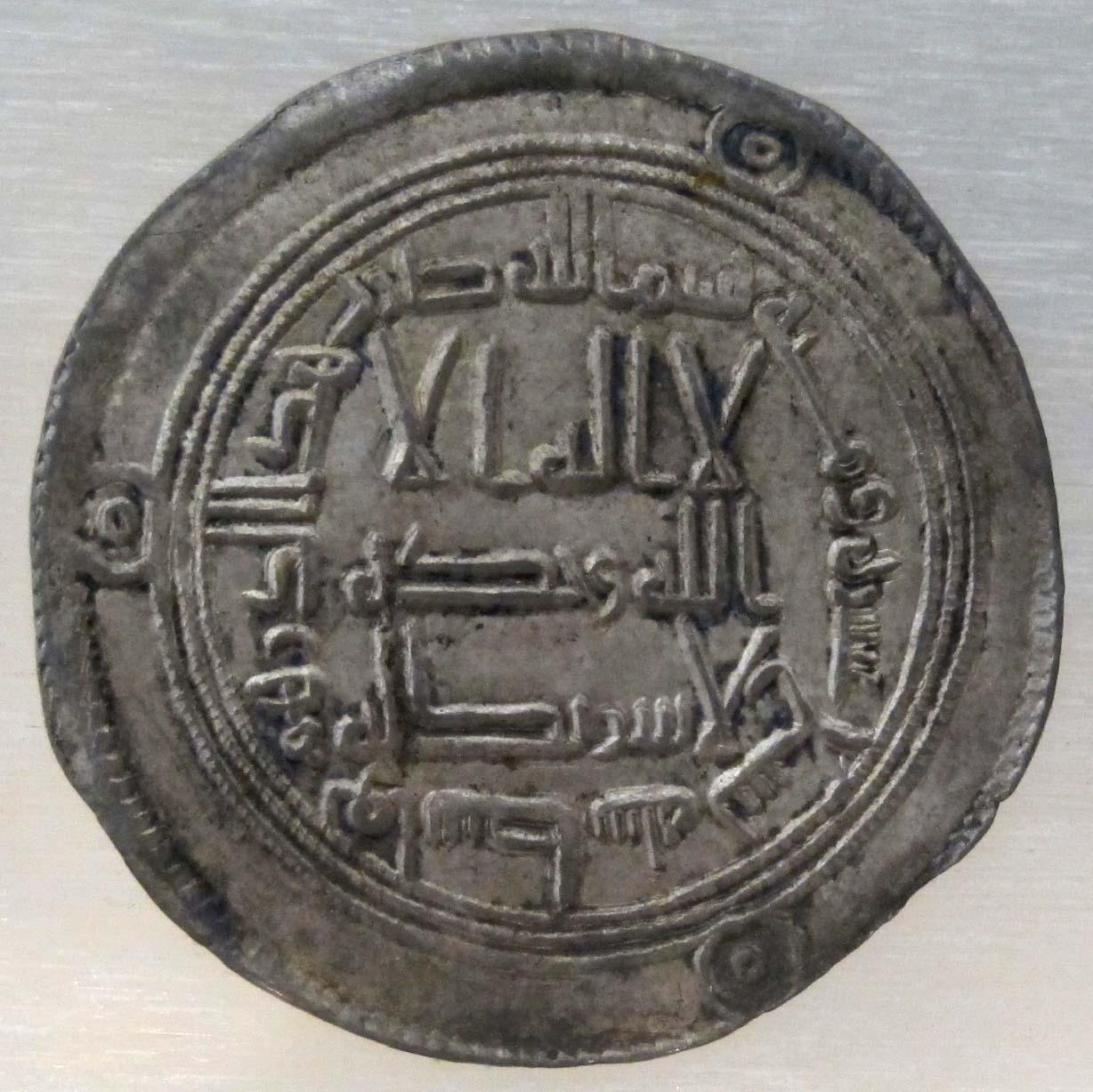

Hisham ibn Abd al-Malik (691-743) (Arabisch: هشام بن عبد الملك) was een kalief van de dynastie van de Omajjaden die van 724 tot zijn dood in 743 regeerde over het Arabische Rijk. 
Na de dood van zijn broer Yazid II werd Hisham de nieuwe kalief. Hij was een goed en bekwaam heerser. Hij had, net als zijn oudere broer Walid I, een voorliefde voor de kunst en Hisham liet verschillende paleizen bouwen. Drie voorbeelden hiervan zijn het Paleis van Hisham in Jericho (Palestina), Qasr al-Chair al-Sharqi en Qasr al-Chair al-Gharbi.
Tijdens zijn regering vond de Omajjaden-invasie van Gallië (719-759) plaats. (zie Karel Martel). Ook vond de Grote Berberopstand plaats.
Hisham werd na zijn dood opgevolgd door zijn neef Walid II.
Een kleinzoon van Hisham Abd al-Rahman I werd de stichter van de Omajjaden van Andalusië.